# България на летните олимпийски игри 2024
България участва на летните олимпийски игри през 2024 г. в Париж от 26 юли до 11 август 2024 г. Това е двадесет и втората лятна олимпиада, на която страната взима участие.
Участващите състезатели са избрани на квотен принцип и са 46, в 15 спорта.
С натурализирането на Кимия Ализаде и спечелената от нея квота, страната за първи път ще има участник в таекуондото на летни олимпийски игри.
Борбата записва антирекорд след като печели едва шест квоти за игрите. Това е най-малкият брой класирани борци, който страната изпраща на олимпийски игри считано от първото участие в този спорт на Олимпийските игри в Мелбърн през 1956 г.
След 32 години прекъсване, Валентина Георгиева записва историческо класиране за страната на финал в женската спортна гимнастика. Тя се класира пета на финала. Предишното участие е било летните Олимпийски игри в Барселона през 1992 г., когато Силвия Митова се класира за финала на земя.
На 8 август 2024 г., боксьорът Хавиер Ибанес Диас печели бронзов медал за България, като се класира на полуфинал в категория до 57 килограма. Това е първият медал за тазгодишното участие на страната в игрите.
На 8 август 2024 г., Семен Новиков печели златен медал в категория до 87 килограма в борба - класически стил и по този начин България отново има олимпийски шампион в най-успешния за страната спорт на олимпийски игри след 24 години прекъсване. В същия ден Божидар Андреев печели бронзов медал във вдигането на тежести, Хавиер Ибанес Диас - в бокса, а в таекуондото Кимия Ализаде - дебютен бронзов медал за страната.
На 9 август 2024 г., Карлос Насар печели златен медал в категория до 89 кг с поставени два световни рекорда и по този начин България отново има олимпийски шампион във вдигането на тежести след 20 години прекъсване. В същия ден Боряна Калейн печели сребърен медал в художествената гимнастика в индивидуалния многобой за жени и по този начин България отново има индивидуален медалист в художествената гимнастика след 36 години прекъсване. Трети златен медал за България е спечелен в борбата от Магомед Рамазанов отново на 9 август. Това е първият златен медал за българската свободна борба от Олимпийските игри в Атланта през 1996 г. 
Страната приключва игрите с общо седем медала, три от които златни. По този начин подобрява постижението си от игрите в Токио през 2021 г. Представянето на страната може да се счита за доста успешно поради не особено високите първоначални очаквания и малкия брой класирани състезатели.

## Медалисти
| Медал    | Медалист           | Спорт                   | Събитие                  | Дата     |
| -------- | ------------------ | ----------------------- | ------------------------ | -------- |
| Златен   | Семен Новиков      | Борба                   | класически стил до 87 кг | 8 август |
| Златен   | Карлос Насар       | Вдигане на тежести      | мъже до 89 кг            | 9 август |
| Златен   | Магомед Рамазанов  | Борба                   | свободен стил до 86 кг   | 9 август |
| Сребърен | Боряна Калейн      | Художествена гимнастика | Индивидуален многобой    | 9 август |
| Бронзов  | Хавиер Ибанес Диас | Бокс                    | мъже до 57 кг            | 8 август |
| Бронзов  | Божидар Андреев    | Вдигане на тежести      | мъже до 73 кг            | 8 август |
| Бронзов  | Кимия Ализаде      | Таекуондо               | жени до 57 кг            | 8 август |

## Състезатели
| Спорт              | Мъже | Жени | Общо |
| ------------------ | ---- | ---- | ---- |
| Плуване            | 3    | 1    | 4    |
| Бокс               | 3    | 2    | 5    |
| Гимнастика         | 1    | 8    | 9    |
| Спортна стрелба    | 1    | 1    | 2    |
| Академично гребане | 1    | 1    | 2    |
| Кану–каяк          | 0    | 1    | 1    |
| Тенис              | 0    | 1    | 1    |
| Лека атлетика      | 2    | 3    | 5    |
| Модерен петобой    | 1    | 0    | 1    |
| Борба              | 4    | 2    | 6    |
| Бадминтон          | 0    | 3    | 3    |
| Вдигане на тежести | 3    | 0    | 3    |
| Джудо              | 2    | 0    | 2    |
| Таекуондо          | 0    | 1    | 1    |
| Фехтовка           | 0    | 1    | 1    |
| Общо               | 21   | 25   | 46   |

## Лека атлетика
Жени
| Атлет            | Събитие         | Квалификация | Квалификация | Финал         | Финал         |
| Атлет            | Събитие         | Резултат     | Място        | Резултат      | Място         |
| ---------------- | --------------- | ------------ | ------------ | ------------- | ------------- |
| Пламена Миткова  | Скок на дължина | 6.45         | 19           | не продължава | не продължава |
| Габриела Петрова | Троен скок      | 13.77        | 21           | не продължава | не продължава |
| Мирела Демирева  | Висок скок      | 1.88         | 19           | не продължава | не продължава |

Мъже
| Атлет              | Събитие         | Квалификация | Квалификация | Финал         | Финал         |
| Атлет              | Събитие         | Резултат     | Място        | Резултат      | Място         |
| ------------------ | --------------- | ------------ | ------------ | ------------- | ------------- |
| Божидар Саръбоюков | Скок на дължина | 7.87         | 14           | не продължава | не продължава |
| Тихомир Иванов     | Висок скок      | 2.24         | 12 Q         | 2.27          | 8             |

## Академично гребане
| Състезател         | Събитие                | Старт     | Старт | Репешаж | Репешаж | Четвъртфинал  | Четвъртфинал | Полуфинал | Полуфинал | Финал   | Финал |
| Състезател         | Събитие                | Време     | Място | Време   | Място   | Време         | Място        | Време     | Място     | Време   | Място |
| ------------------ | ---------------------- | --------- | ----- | ------- | ------- | ------------- | ------------ | --------- | --------- | ------- | ----- |
| Кристиян Василев   | Мъже скиф индивидуално | 6:56.63 Q | 2     | н/д     | н/д     | 6:58.67 Q SCD | 4            | 6:57.75   | 2 Q FC    | 6:44.61 | 14    |
| Десислава Ангелова | Жени скиф индивидуално | 7:42.73 Q | 2     | н/д     | н/д     | 7:41.25 Q SAB | 3            | 7:27.16   | 3 Q FA    | 7:33.19 | 6     |

## Бадминтон
| Спортист                       | Събитие           | Групов етап                             | Групов етап                             | Групов етап                    | Групов етап | Елиминации        | Четвъртфинал                  | Полуфинал         | Финал / Мач за бронз | Финал / Мач за бронз |
| Спортист                       | Събитие           | Съперник Резултат                       | Съперник Резултат                       | Съперник Резултат              | Място       | Съперник Резултат | Съперник Резултат             | Съперник Резултат | Съперник Резултат    | Място                |
| ------------------------------ | ----------------- | --------------------------------------- | --------------------------------------- | ------------------------------ | ----------- | ----------------- | ----------------------------- | ----------------- | -------------------- | -------------------- |
| Калояна Налбантова             | Жени индивидуално | Ан Сен З (15 – 21, 11 – 21)             | Ки П (21 – 18, 21 – 18)                 | н/д                            | 2           | н/д               | не продължава                 | не продължава     | не продължава        | не продължава        |
| Габриела Стоева Стефани Стоева | Двойки жени       | Юнг / Юнг П (21 – 11, 21 – 23, 21 – 15) | Лиу / Тан З (19 – 21, 21 – 10, 21 – 16) | Ксу / Ксу П (21 – 18, 21 – 12) | 2 Q         | н/д               | Чън / Цзя З (15 – 21, 8 – 21) | не продължават    | не продължават       | не продължават       |

## Бокс
| Боксьор            | Събитие       | Първи кръг              | Осминафинал              | Четвъртфинал         | Полуфинал            | Финал             | Финал         |
| Боксьор            | Събитие       | Съперник Резултат       | Съперник Резултат        | Съперник Резултат    | Съперник Резултат    | Съперник Резултат | Място         |
| ------------------ | ------------- | ----------------------- | ------------------------ | -------------------- | -------------------- | ----------------- | ------------- |
| Хавиер Ибанес Диаз | Мъже –57 кг   | н/д                     | Аидер Абдураимов П 5 – 0 | Шудаи Харада П 5 – 0 | Сеитбек Уулу З 1 - 4 | не продължава     | 1             |
| Радослав Росенов   | Мъже –63,5 кг | Баходур Усмонов П 5 – 0 | Уайът Санфорд З 0 – 5    | не продължава        | не продължава        | не продължава     | не продължава |
| Рами Киуан         | Мъже –71 кг   | Дамиан Дуркач П 5 – 0   | Шанън Дейви П 5 – 0      | Омари Джоунс З 0 – 5 | не продължава        | не продължава     | не продължава |
| Станимира Петрова  | Жени –54 кг   | н/д                     | Хуанг · П 4 – 1          | Чанг З 1 – 4         | не продължава        | не продължава     | не продължава |
| Светлана Станева   | Жени – 57 кг  | н/д                     | Михаела Уолш П 5 – 0     | Лин Ю Тин · З 0 – 5  | не продължава        | не продължава     | не продължава |

## Борба
Мъже свободен стил
| Борец             | Събитие | Осминафинал              | Четвъртфинал           | Полуфинал           | Репешаж           | Финал/ БР                  | Финал/ БР |
| Борец             | Събитие | Съперник Резултат        | Съперник Резултат      | Съперник Резултат   | Съперник Резултат | Съперник Резултат          | Място     |
| ----------------- | ------- | ------------------------ | ---------------------- | ------------------- | ----------------- | -------------------------- | --------- |
| Магомед Рамазанов | −86 кг  | Александър Муур П 12 – 2 | Жавраил Шапиев П 4 – 1 | Аарън Брукс П 4 - 3 | н/д               | Хасан Язданихарати П 7 – 1 | 01        |

Класически стил
| Борец          | Събитие | Осминафинал                   | Четвъртфинал         | Полуфинал             | Репешаж                    | Финал/ БР             | Финал/ БР |
| Борец          | Събитие | Съперник Резултат             | Съперник Резултат    | Съперник Резултат     | Съперник Резултат          | Съперник Резултат     | Място     |
| -------------- | ------- | ----------------------------- | -------------------- | --------------------- | -------------------------- | --------------------- | --------- |
| Айк Мнацаканян | −77 кг  | Санан Сюлейманов З 0 – 2      | не продължава        | не продължава         | не продължава              | не продължава         | 12        |
| Семен Новиков  | −87 кг  | Турпал Али Бисултанов П 5 – 1 | Лаша Гобадзе П 8 – 3 | Давид Лосонци П 3 − 1 | н/д                        | Алиреза Мохмади П 7–0 | 01        |
| Кирил Милов    | −130 кг | Ясмани Акоста З 1 – 1         | не продължава        | не продължава         | Абделлатиф Мохамед З 4 – 6 | не продължава         | 9         |

Жени свободен стил
| Борец         | Събитие | Осминафинал           | Четвъртфинал             | Полуфинал         | Репешаж                 | Финал/ БР         | Финал/ БР |
| Борец         | Събитие | Съперник Резултат     | Съперник Резултат        | Съперник Резултат | Съперник Резултат       | Съперник Резултат | Място     |
| ------------- | ------- | --------------------- | ------------------------ | ----------------- | ----------------------- | ----------------- | --------- |
| Биляна Дудова | −62 кг  | Сара Линдборг П 8 – 3 | Ирина Колиаденко З 3 – 7 | не продължава     | Орхон Пуревдорж З 1 – 3 | не продължава     | 8         |
| Юлияна Янева  | −76 кг  | Марин Потрил З 1 – 7  | не продължава            | не продължава     | не продължава           | не продължава     | 15        |

## Вдигане на тежести
Мъже
| Щангист         | Събитие | Изхвърляне | Изхвърляне | Изтласкване | Изтласкване | Общо   | Място |
| Щангист         | Събитие | Резултат   | Място      | Резултат    | Място       | Общо   | Място |
| --------------- | ------- | ---------- | ---------- | ----------- | ----------- | ------ | ----- |
| Иван Димов      | −61 кг  | 135        | –          | –           | –           | –      | DNF   |
| Божидар Андреев | −73 кг  | 154        | 4          | 190         | 3           | 344    | 03    |
| Карлос Насар    | −89 кг  | 180        | 1          | 224 WR      | 1           | 404 WR | 01    |

## Гимнастика

### Спортна гимнастика
Мъже
| Гимнастик   | Събитие               | Квалификация | Квалификация | Квалификация | Квалификация | Квалификация | Квалификация | Квалификация | Квалификация | Финал         | Финал         | Финал         | Финал         | Финал         | Финал         | Финал         | Финал         |
| Гимнастик   | Събитие               | Уред         | Уред         | Уред         | Уред         | Уред         | Уред         | Общо         | Място        | Уред          | Уред          | Уред          | Уред          | Уред          | Уред          | Общо          | Място         |
| Гимнастик   | Събитие               | З            | КГ           | Х            | П            | У            | В            | Общо         | Място        | З             | КГ            | Х             | П             | У             | В             | Общо          | Място         |
| ----------- | --------------------- | ------------ | ------------ | ------------ | ------------ | ------------ | ------------ | ------------ | ------------ | ------------- | ------------- | ------------- | ------------- | ------------- | ------------- | ------------- | ------------- |
| Кевин Пенев | Индивидуален многобой | 14.166       | 11.633       | 13.166       | 14.000       | 12.466       | 12.200       | 77.631       | 42           | не продължава | не продължава | не продължава | не продължава | не продължава | не продължава | не продължава | не продължава |

Жени
| Валентина Георгиева | Прескок   | 13.999 | н/д    | н/д    | н/д | 13.999 | 9 Q | 13.983        | н/д           | н/д           | н/д           | 13.983        | 5             |
| Валентина Георгиева | Успоредка | н/д    | 11.500 | н/д    | н/д | 11.500 | 75  | не продължава | не продължава | не продължава | не продължава | не продължава | не продължава |
| Валентина Георгиева | Греда     | н/д    | н/д    | 10.633 | н/д | 10.633 | 77  | не продължава | не продължава | не продължава | не продължава | не продължава | не продължава |

### Художествена гимнастика
| Гимнастичка       | Събитие      | Квалификация | Квалификация | Квалификация | Квалификация | Квалификация | Квалификация | Финал         | Финал         | Финал         | Финал         | Финал         | Финал         |
| Гимнастичка       | Събитие      | Обръч        | Топка        | Бухалки      | Лента        | Общо         | Място        | Обръч         | Топка         | Бухалки       | Лента         | Общо          | Място         |
| ----------------- | ------------ | ------------ | ------------ | ------------ | ------------ | ------------ | ------------ | ------------- | ------------- | ------------- | ------------- | ------------- | ------------- |
| Боряна Калейн     | Индивидуално | 35.350       | 34.600       | 33.600       | 32.900       | 136.450      | 3 Q          | 35.850        | 36.450        | 34.550        | 33.750        | 140.600       | 02            |
| Стилияна Николова | Индивидуално | 33.900       | 34.700       | 28.050       | 31.050       | 127.700      | 11           | не продължава | не продължава | не продължава | не продължава | не продължава | не продължава |

| Гимнастички                                                                        | Събитие  | Квалификация | Квалификация      | Квалификация | Квалификация | Финал    | Финал             | Финал  | Финал |
| Гимнастички                                                                        | Събитие  | 5 обръча     | 3 ленти + 2 топки | Общо         | Място        | 5 обръча | 3 ленти + 2 топки | Общо   | Място |
| ---------------------------------------------------------------------------------- | -------- | ------------ | ----------------- | ------------ | ------------ | -------- | ----------------- | ------ | ----- |
| Камелия Петрова София Иванова Рейчъл Стоянов Магдалина Миневска Маргарита Василева | Ансамбъл | 37.700       | 32.700            | 70.400       | 1 Q          | 34.100   | 33.700            | 67.800 | 4     |

## Джудо
Мъже
| Спортист      | Събитие | Първи кръг                      | Осминафинал          | Четвъртфинал      | Полуфинал         | Репешаж           | Финал / Мач за трето място | Финал / Мач за трето място |
| Спортист      | Събитие | Съперник Резултат               | Съперник Резултат    | Съперник Резултат | Съперник Резултат | Съперник Резултат | Съперник Резултат          | Място                      |
| ------------- | ------- | ------------------------------- | -------------------- | ----------------- | ----------------- | ----------------- | -------------------------- | -------------------------- |
| Марк Христов  | –73 кг  | Аден-Александре Хюсеин П 10 – 0 | Хашимото З 0 – 1     | не продължава     | не продължава     | не продължава     | не продължава              | не продължава              |
| Ивайло Иванов | –90 кг  | Карамноб Сагаипов П 1 – 0       | Лаша Бекаури З 0 – 1 | не продължава     | не продължава     | не продължава     | не продължава              | не продължава              |

## Кану-каяк
| Състезател      | Събитие        | Старт   | Старт | Четвъртфинал | Четвъртфинал | Полуфинал | Полуфинал | Финал         | Финал         |
| Състезател      | Събитие        | Време   | Място | Време        | Място        | Време     | Място     | Време         | Място         |
| --------------- | -------------- | ------- | ----- | ------------ | ------------ | --------- | --------- | ------------- | ------------- |
| Йоана Георгиева | Жени K-1 500 м | 1:55.76 | 3 QF  | 1:51.74      | 3 SF         | 1:54.02   | 7         | не продължава | не продължава |

## Модерен петобой
| Спортист      | Събитие | Фехтовка (шпага едно докосване) | Фехтовка (шпага едно докосване) | Фехтовка (шпага едно докосване) | Фехтовка (шпага едно докосване) | Плуване (200 м свободен стил) | Плуване (200 м свободен стил) | Плуване (200 м свободен стил) | Конен спорт (конкур) | Конен спорт (конкур) | Конен спорт (конкур) | Комбинация: стрелба/бягане (10 м въздушен пистолет)/(3200 м) | Комбинация: стрелба/бягане (10 м въздушен пистолет)/(3200 м) | Комбинация: стрелба/бягане (10 м въздушен пистолет)/(3200 м) | Общо точки | Крайно класиране |
| Спортист      | Събитие | КК                              | БК                              | Място                           | Точки                           | Време                         | Място                         | Точки                         | Наказания            | Място                | Точки                | Време                                                        | Място                                                        | Точки                                                        | Общо точки | Крайно класиране |
| ------------- | ------- | ------------------------------- | ------------------------------- | ------------------------------- | ------------------------------- | ----------------------------- | ----------------------------- | ----------------------------- | -------------------- | -------------------- | -------------------- | ------------------------------------------------------------ | ------------------------------------------------------------ | ------------------------------------------------------------ | ---------- | ---------------- |
| Тодор Михалев | Мъже    | 225                             | 0                               | 9                               | 225                             | 2:06.85                       | 12                            | 297                           | 0                    | 9                    | 293                  | 10:24.04                                                     | 13                                                           | 676                                                          | 1491       | 22               |

## Плуване
| Плувец             | Събитие             | Старт   | Старт | Полуфинал     | Полуфинал     | Финал         | Финал         |
| Плувец             | Събитие             | Време   | Място | Време         | Място         | Време         | Място         |
| ------------------ | ------------------- | ------- | ----- | ------------- | ------------- | ------------- | ------------- |
| Петър Мицин        | 400 м свободен стил | 3:49.30 | 21    | н/д           | н/д           | не продължава | не продължава |
| Петър Мицин        | 200 м бътерфлай     | 1:57.03 | 19    | не продължава | не продължава | не продължава | не продължава |
| Любомир Епитропов  | 200 м бруст         | 2:10.59 | 13 Q  | 2:09.93       | 9             | не продължава | не продължава |
| Йосиф Миладинов    | 100 м бътерфлай     | 51.77   | 17    | не продължава | не продължава | не продължава | не продължава |
| Габриела Георгиева | 100 м гръб          | 1:02.16 | 24    | не продължава | не продължава | не продължава | не продължава |
| Габриела Георгиева | 200 м гръб          | 2:12.15 | 21    | не продължава | не продължава | не продължава | не продължава |

## Спортна стрелба
| Спортист                          | Събитие                        | Квалификация | Квалификация | Финал          | Финал          |
| Спортист                          | Събитие                        | Точки        | Място        | Точки          | Място          |
| --------------------------------- | ------------------------------ | ------------ | ------------ | -------------- | -------------- |
| Кирил Киров                       | Мъже 10 м въздушен пистолет    | 575          | 16           | не продължава  | не продължава  |
| Антоанета Костадинова             | Жени 10 м въздушен пистолет    | 573          | 16           | не продължава  | не продължава  |
| Антоанета Костадинова             | Жени 25 м въздушен пистолет    | 583          | 11           | не продължава  | не продължава  |
| Антоанета Костадинова Кирил Киров | 10 м въздушен пистолет отборно | 574          | 12           | не продължават | не продължават |

## Таекуондо
| Спортист      | Събитие     | Осминафинал         | Четвъртфинал      | Полуфинал         | Репешаж             | Финал/ Мач за трето място | Финал/ Мач за трето място |
| Спортист      | Събитие     | Съперник Резултат   | Съперник Резултат | Съперник Резултат | Съперник Резултат   | Съперник Резултат         | Място                     |
| ------------- | ----------- | ------------------- | ----------------- | ----------------- | ------------------- | ------------------------- | ------------------------- |
| Кимия Ализаде | Жени –57 кг | Нахид Киани З 1 – 2 | не продължава     | не продължава     | Хаима Тоуми П 2 - 0 | Луо Дзонгши П 2 - 1       | 03                        |

## Тенис
Ракета номер едно на България – Григор Димитров няма да участва на олимпийските игри, защото не покрива всички условия за участие, сред които е участие в Купа Дейвис през последните години.
| Тенисист        | Събитие           | Първи кръг                    | Втори кръг                       | Осминафинал       | Четвъртфинал      | Полуфинал         | Финал / Мач за трето място | Финал / Мач за трето място |
| Тенисист        | Събитие           | Съперник Резултат             | Съперник Резултат                | Съперник Резултат | Съперник Резултат | Съперник Резултат | Съперник Резултат          | Място                      |
| --------------- | ----------------- | ----------------------------- | -------------------------------- | ----------------- | ----------------- | ----------------- | -------------------------- | -------------------------- |
| Виктория Томова | Жени индивидуално | Магдалена Френх П 6 – 4, 7 –6 | Ема Наваро З 7 – 6, 4 – 6, 1 – 6 | не продължава     | не продължава     | не продължава     | не продължава              | не продължава              |

## Фехтовка
| Фехтовач     | Събитие   | Първи кръг        | Втори кръг         | Осминафинал       | Четвъртфинал      | Полуфинал         | Финал / Мач за трето място | Финал / Мач за трето място |
| Фехтовач     | Събитие   | Съперник Резултат | Съперник Резултат  | Съперник Резултат | Съперник Резултат | Съперник Резултат | Съперник Резултат          | Място                      |
| ------------ | --------- | ----------------- | ------------------ | ----------------- | ----------------- | ----------------- | -------------------------- | -------------------------- |
| Йоана Илиева | Жени сабя | н/д               | Такашима П 15 – 10 | Суч З 10 – 15     | не продължава     | не продължава     | не продължава              | не продължава              |